# スザンナと長老たち (レンブラント、絵画館)
『スザンナと長老たち』（独: Susanna und die beiden Alten, 英: Susanna and the Elders）は、オランダ黄金時代の巨匠レンブラント・ファン・レインが1647年に制作した絵画である。油彩。主題は『旧約聖書』の「ダニエル書」で語られているスザンナの物語から取られている。レンブラントの代表作の1つで、おそらく完成までに12年かかっている。イギリスの政治家・哲学者エドマンド・バーク、肖像画家ジョシュア・レノルズのコレクションを経て、現在はベルリンの絵画館に所蔵されている。

## 主題
裕福な男ヨアキムの貞淑な妻スザンナは、毎日、庭の泉で水浴びをしていた。ところが2人の好色な長老が彼女の美しさに目を付け、言い寄る機会を狙っていた。彼らは町の著名な裁判官でもあったと伝えられている。スザンナはその日も庭の泉で水浴びを始めた。すると密かに庭に入り込み、隠れていた長老たちが現れて、スザンナを脅迫し、関係を迫った。しかしスザンナはこれを拒否したため、長老たちは彼女を姦淫の罪で処刑しようとした。しかし若いダニエルが長老たちに異を唱え、彼らがたがいに相談できないように引き離したうえで、個別に尋問した。すると2人の証言は食い違い、虚偽によってスザンナを陥れようとしていることが分かった。そのため長老たちは石打ちの刑に処された。

## 作品

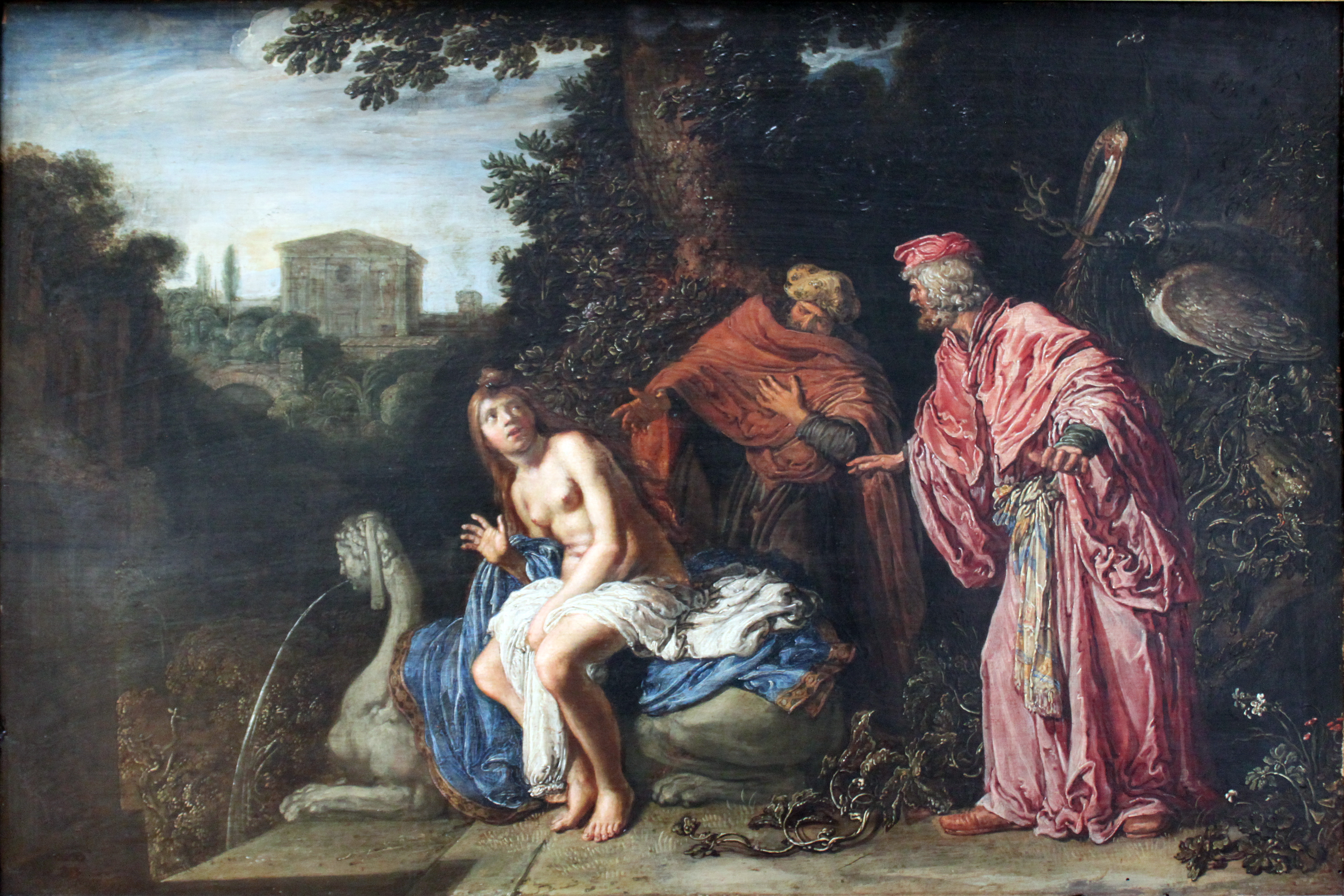
師ピーテル・ラストマンの1614年の絵画『スザンナと長老たち』。同じく絵画館所蔵。

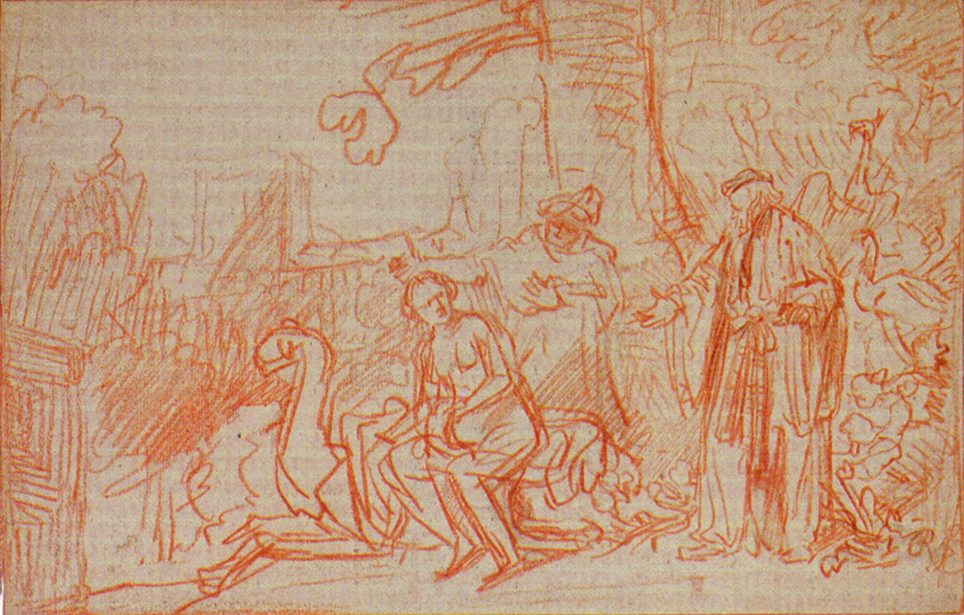
全体的な構想を描いた最初期の素描。構図はラストマンに基づいている。1630年から1633年頃。ベルリン国立版画素描館所蔵。

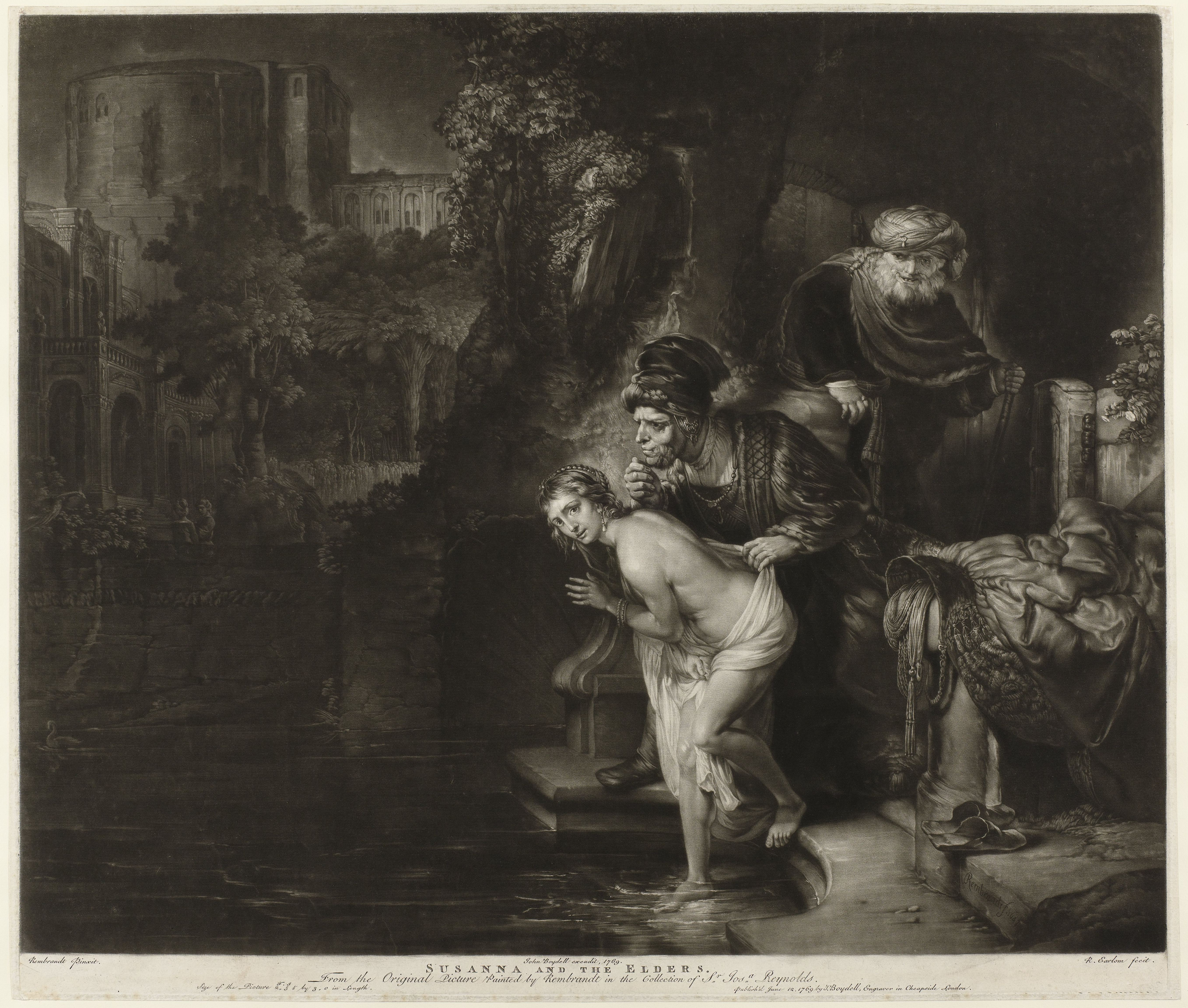
リチャード・アーロムの複製版画。現在は失われたレンブラントの最終バージョンの要素が確認できる。アムステルダム国立美術館所蔵。

レンブラントは物語の中で緊張が最高潮に達した劇的なシーンを捉えている。スザンナは赤い衣服と靴を脱ぎ、右足から水の中に入ろうとしている。ところが背後から2人の年老いた裁判官に接近されたため、彼女は非常に驚き、怯えた表情をしている。彼女は慌てて、右手で腰布を押さえ、左足を湾曲した石段の上に置いたまま、前かがみになりながら背後を振り返っている。しかし老裁判官の1人は背後からスザンナに近づいて、上からスザンナを眺めながら、彼女の腰布をつかんで引きはがそうとし、もう1人は庭の門をくぐり抜けた場所で、彼女の肢体を貪欲な視線で見つめている。

### 制作
レンブラントの弟子たちが描いたスザンナの素描や油彩習作が非常に多く残されており、1635年から1636年にかけて、スザンナの物語はレンブラントの工房の主題であった。カチャ・クライナート（Katja Kleinert）とローレンツェ＝ランツベルク（Laurenze-Landsberg）によると、絵画の初期の段階は弟子の素描のための作例として役立ったようである。
レンブラントの初期の構想を示す全体的な構図を描いた素描はベルリン国立版画素描館に所蔵されているが、そこでは師であるピーテル・ラストマンの同主題の作例に厳密に従っている。背景の空がラストマンよりも広いほかは、ほとんどラストマンに忠実である。スザンナはラストマンと同じ角度で鑑賞者の側を向き、噴水の上に座っていた。老人たちのポーズもラストマンのバージョンを踏襲しており、同様に画面右に2羽の孔雀がいた。
その後、レンブラントは本作品の制作を開始したが、レンブラントは2度にわたって修正したと考えられている。第1の段階では空は青く輝き、最終的な完成作である絵画館のバージョンよりも低い位置まで下がっていた。庭の壁には孔雀が右向きにとまり、その左側にスザンナの2人の侍女が描かれていた。少し口を開いて後ろを振り返ったスザンナの顔はラストマンに直接基づいており、鑑賞者に対して完全に向き合っていた。彼女は真珠の耳飾りを身に着け、脱ぎ捨てられた衣服は青白く着彩されていた。スザンナの背後の老人も、元々は別のポーズをとっており、伸ばした左腕はスザンナの肩を掴んでいた可能性がある。
第2の段階では背景に建築物を追加し、泉の水面に翼をはばたかせた白鳥と2羽の小さな水鳥を配置した。またスザンナの頭の角度を四分の三正面に変更し、同時に初期の段階では身体に密着していた左手の上腕を身体から離してほぼ垂直に下向きになるように変更し、手をより水平な位置に配置した。この変更に合わせて背後の老人にも変更を加え、スザンナの腕の下から直接手を伸ばして乳房に触れさせた。スザンナが脱ぎ捨てた衣服も黄色で塗りつぶし、赤色の幅広の帯を付け足した。また衣服のそばに置かれたスザンナの赤い靴を、スザンナのすぐ奥の水際に倒れた水差しを追加した。ブダペスト国立西洋美術館に所蔵されている、バレント・ファブリティウスが描いたとされる素描は、絵画の第2段階を表している。この第2段階はおそらく1643年頃とされ、絵画館の最終的なバージョンと比較すると、白鳥や水差しなどの最終段階の前に削除された構図や要素が残存している。このバレント・ファブリティウスの素描の信頼性は絵画のX線撮影によって確認されている。
第3の段階と完成作では、レンブラントは背景の建築物の前にあった樹木の大きさを縮小し、空に冷たい灰色を与えた。泉の水面からは白鳥と水鳥を除去した。スザンナの脱ぎ捨てられた衣服の下には新しく石段を追加したため、彼女の靴は石段の端にやや不安定に置かれている。レンブラントはスザンナにも再度の変更を加えている。彼女の左腕は身を守る身振りで再び彼女の身体の近くに接近し、彼女の左足はさらに曲げられたため、泉の湾曲した階段に置かれている。レンブラントはまた、脱ぎ捨てられた衣服に赤いワニスを塗り重ねることで、衣服の色彩を再度変更した。スザンナの背後の老人もまた変更し、左腕を彼女の身体から引き離し、彼女の腰布をつかませた。最後にレンブラントは絵画全体を暗くし、スザンナの衣服の下に新しく追加した石段に署名し、日付を記入した。

### 画材

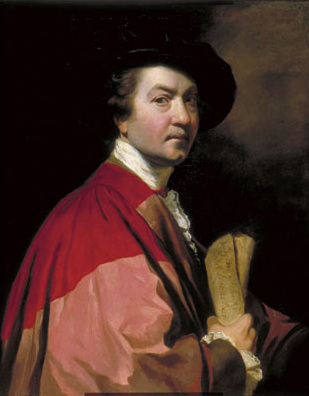
本作品の所有者の1人ジョシュア・レノルズ。

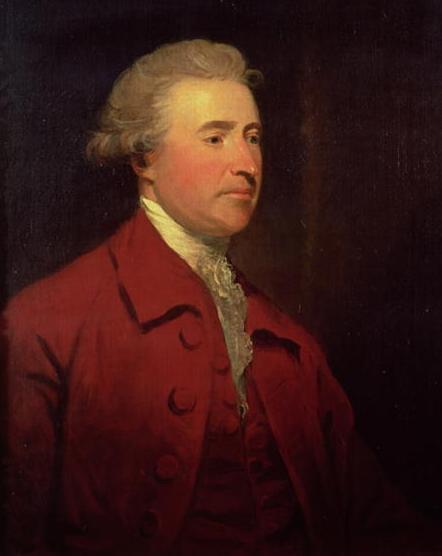
本作品の所有者の1人エドマンド・バーク。

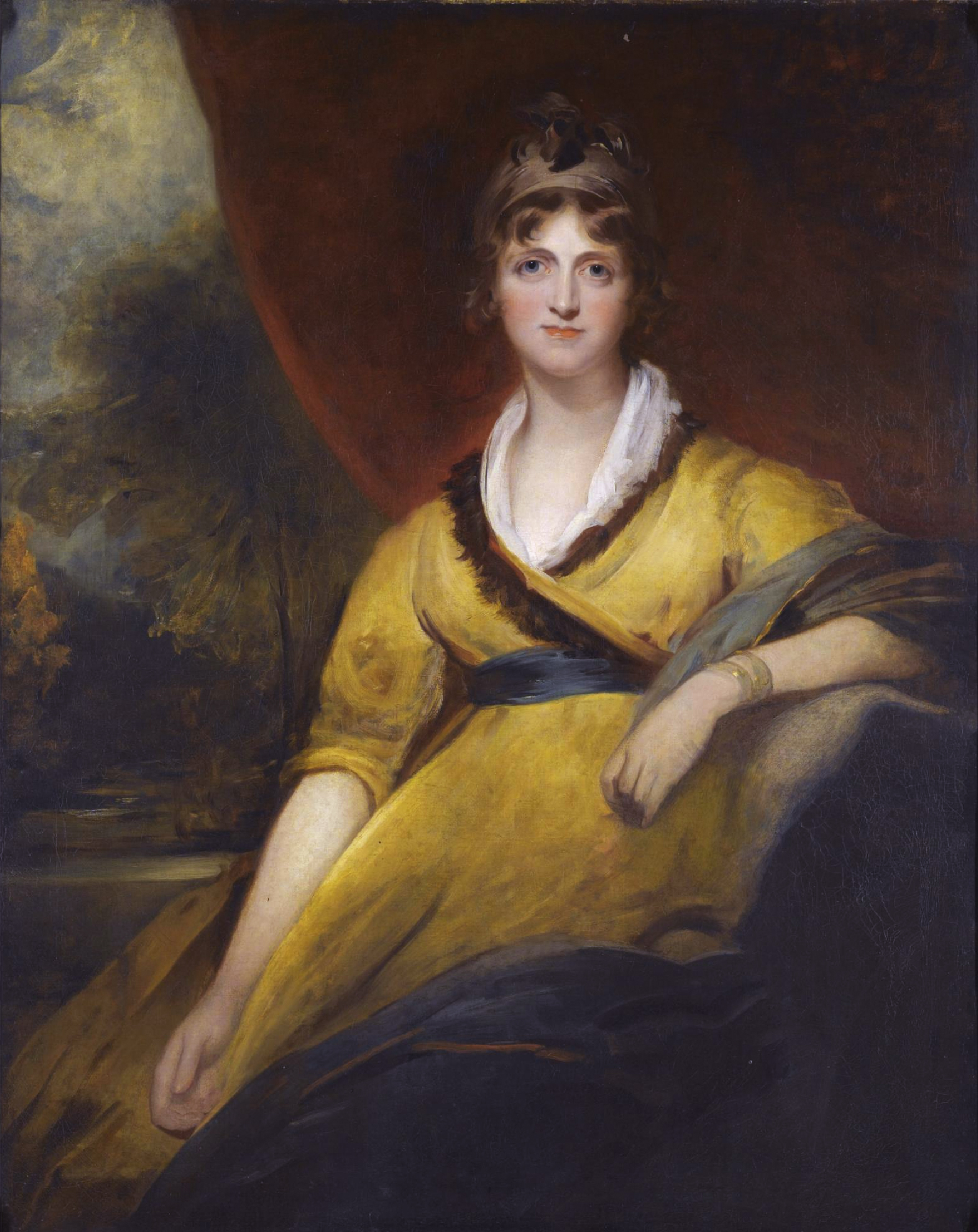
本作品の所有者の1人で、ジョシュア・レノルズの姪にあたるメアリー・パーマー。

パネルに使用されている木材は中南米の熱帯雨林原産のバイオレットウッド（Peltogyne）である。当時、新大陸で盛んに栽培されていたサトウキビを運搬するため、現地の種々の木材を使用して梱包用の箱を作っていた。本作品のパネルはそのような箱の一部であったと考えられている。

### 18世紀の変更
その後、18世紀になって広範囲に及ぶ変更が加えられた。これはベルリン国立版画素描館に所蔵されている、リチャード・アーロムが1769年に制作した本作品の複製版画と比較することで、1769年以降に行われた大規模な変更がはっきり分かる。この変更はおそらく1769年から1792年にかけて絵画を所有した、イギリスの肖像画家ジョシュア・レノルズによって行われた。レノルズの介入は徹底的である。印刷物で確認できる様々なディテールを除去しただけでなく、所々でレンブラントのオリジナルの描写を完全に除去し、それらの領域を新たな描写で埋めた。またいくつかの部分で、絵画についての洞察を得るために、絵具層のうち上層のみを除去した。最後に、レノルズは作品の広範囲の表面を薄い緑茶色の絵具でコーティングし、オリジナルの冷たい色合いを変更した。
絵画の保存状態自体は良好であるため、18世紀に修復の必要はなかったようである。したがって、レノルズが行ったこれらの変更は、修復ではなく、ある種の「改善」であったと考えられている。

## 来歴
現存する記録文書によると、本作品は1642年までには完成していたと考えられていた。1659年にアムステルダムの商人アドリアン・バンク（Adriaen Banck）は、1647年にレンブラントからスザンナの絵画を500ギルダーで購入したことを言明した。この証言はレンブラントの息子ティトゥス・ファン・レインの後見人ルイ・クレイエール（Louis Crayers）が、1642年に死去した彼の母サスキア・ファン・オイレンブルフに由来する遺産を決定するために作成した、11の証言録取書の1つに残されている。他の証言録取は1642年にすでに完成した絵画作品に関するものであることから、絵画はこの年までには完成していたと考えられている。1600年、アドリアン・バンクはレンブラントによる自身の肖像画およびスケッチとともに、絵画をドルトレヒトに住む義理の兄弟アドリアン・マン（Adriaen Maen）に譲渡している。
その後、絵画はしばらく所在不明となる。1738年に絵画が現れたときにはドイツに移っており、ある美術愛好家のコレクションとなっていた絵画はこの年の4月16日に競売で売却されている。一部の史料では所有者はポンマースフェルデンのシェーンボルン男爵（Baron von Schönborn）となっており、そこで所有者の候補としてマインツ選帝侯ローター・フランツ・フォン・シェーンボルンの名前が挙がっている。この人物は多くの絵画を所有したことが知られており、そのコレクションは1729年の死後、甥のフリードリヒ・カール・フォン・シェーンボルン伯爵に相続されている。フリードリヒはシェーンボルン家の財政を立て直すために絵画コレクションを売却した可能性がある。しかし1719年に作成されたシェーンボルン家の目録には、本作品と思われる絵画は記載されておらず、『スザンナと長老たち』の所有者は別のコレクターか、他のシェーンボルン家の人物であったと思われる。
その後、絵画はフランスの画家ジャック＝アンドレ＝ジョセフ・アヴェドのコレクションとしてパリに現れ、彼が死去した1766年に売却されている。
さらにその後、絵画はイギリスの政治家エドマンド・バークの手に渡った。1768年、バークはウィリアム・ロイド（William Lloyd）からビーコンズフィールド近郊のグレゴリーズ・エステート（Gregories estate）と美術コレクションを購入しており、絵画はおそらくそのコレクションに含まれていた。画家リチャード・アーロムによる本作品の複製版画がジョン・ボイデルの出版物『A catalogue of Sixt Prints for Volume the Second』に収録されたのは翌年のことである。リチャード・アーロムの複製版画は、現在では失われてしまったレンブラントの最終バージョンを記録している。
続いて絵画は1769年から1792年にかけて、肖像画家ジョシュア・レノルズが所有することとなった。レノルズが絵画を所有するに至った経緯については不明だが、レノルズはエドマンド・バークとは非常に親しい友人関係にあり、当時経済的な問題を抱えていたエドマンド・バークから絵画を購入したと考えられている。

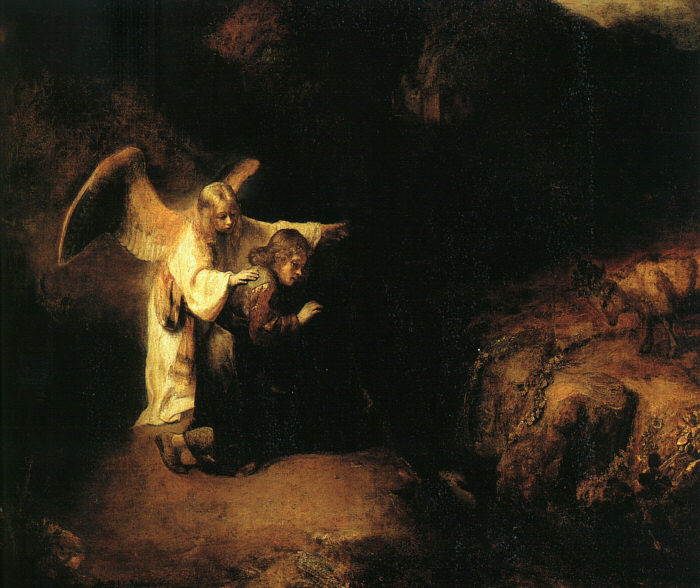
同じくジョシュア・レノルズが所有したウィレム・ドロステの『ダニエルの幻視』。絵画館所蔵。

1729年にレノルズが死去すると、絵画はレノルズの姉の娘メアリー・パーマーに相続された。彼女はインチクィン伯爵マロー・オブライエンと結婚したが、夫の借金を返済するために、レノルズのコレクションを競売にかけなければならなかった。彼女は義理の兄弟で風景画家のジョセフ・ファリントンの助けを借りて競売での最低価格を設定したが、競売ではこれに届かなかったため『ダニエルの幻視』（The Vision of Daniel）とともに買い戻した。1795年、メアリーはジョセフ・ファリントンを通じて、『ダニエルの幻視』とともにチャールズ・オフリー（Charles Offley）に120ギニー（合計280ギニー）で売却。翌1796年、チャールズ・オフリーはさらにジョセフ・ファリントンを通じて、両作品をジョセフ・バーウィック（Joseph Berwick）に350ギニーで売却。ただし絵画自体は1807年頃までファリントンの邸宅にあり、ファリントンは1801年に絵画を画家ジョン・オーピーに見せたのち、1804年にヘンリー・トムソンに複製の制作を依頼している。また何人かの人物がファリントン邸で絵画を目にしている。バーウィックの娘で初代準男爵アンソニー・リッチメアと結婚したメアリー・バーウィック（Mary Berwick）は父親の死後、ファリントン邸の絵画を相続し、ロイヤル・アカデミーの会員に絵画を売りに出した。
しかし絵画は彼女の息子である第2代準男爵エドマンド・ハンガーフォード・リッチメア（Sir Edmund Hungerford Lechmere, 2nd Baronet）に相続されたようである。その後、ドイツの美術史家でカイザー＝フリードリヒ博物館の初代館長であったヴィルヘルム・フォン・ボーデは1879年のイギリス旅行の際にリッチメア家のコレクションを訪れた。ボーデは旅行報告書で『スザンナと長老たち』について説明しているため、この絵画を見たと考えられている。1883年には『ダニエルの幻視』とともに、ロイヤル・アカデミーの展覧会『オールドマスターと亡きイギリス絵画の巨匠たちによる作品展』（Exhibition of works by the Old Masters and by deceased Masters of the British School）にリッチメア家のコレクションから出品された。 絵画はその年のうちにイギリスを離れることになった。ドイツの美術収集家オスカー・ハイナウアー（Oscar Hainauer）は美術商セデルマイヤー（Sedelmeyer）から『スザンナと長老たち』と『ダニエルの幻視』を購入し、絵画館に貸与した。3月24日、絵画館は絵画を260,000フランで購入することを決定し、翌1884年にオスカー・ハイナウアーから購入した。購入された絵画は1884年から1904年にかけて、カイザー・フリードリヒ博物館に移された。
第二次世界大戦中の1941年から1942年にかけて、絵画はベルリンのフリードリヒスハイン区の高射砲塔に移されたのち、1945年3月にカイセロダ＝メルカース塩採掘場（the salt mines of Kaiseroda-Merkers）に運ばれ、4月17日にアメリカ軍によって発見・没収されるまで保管された。その後、『スザンナと長老たち』を含む美術品がヴィースバーデン美術館に設けられたヴィースバーデン中央美術品収集所に運ばれ、一時的に保管された。さらに同年11月20日から12月7日まで、絵画館の200以上の芸術作品とともに、ワシントンD.C.のナショナル・ギャラリーに移された。3年後の1948年9月、絵画は再びヴィースバーデンに戻され、翌1949年にはアメリカ合衆国は管財権をヘッセン州に引き渡した。絵画館の芸術作品が正式にヴィースバーデンからベルリンに返還されたのは1956年以降のことである。

## ギャラリー
習作

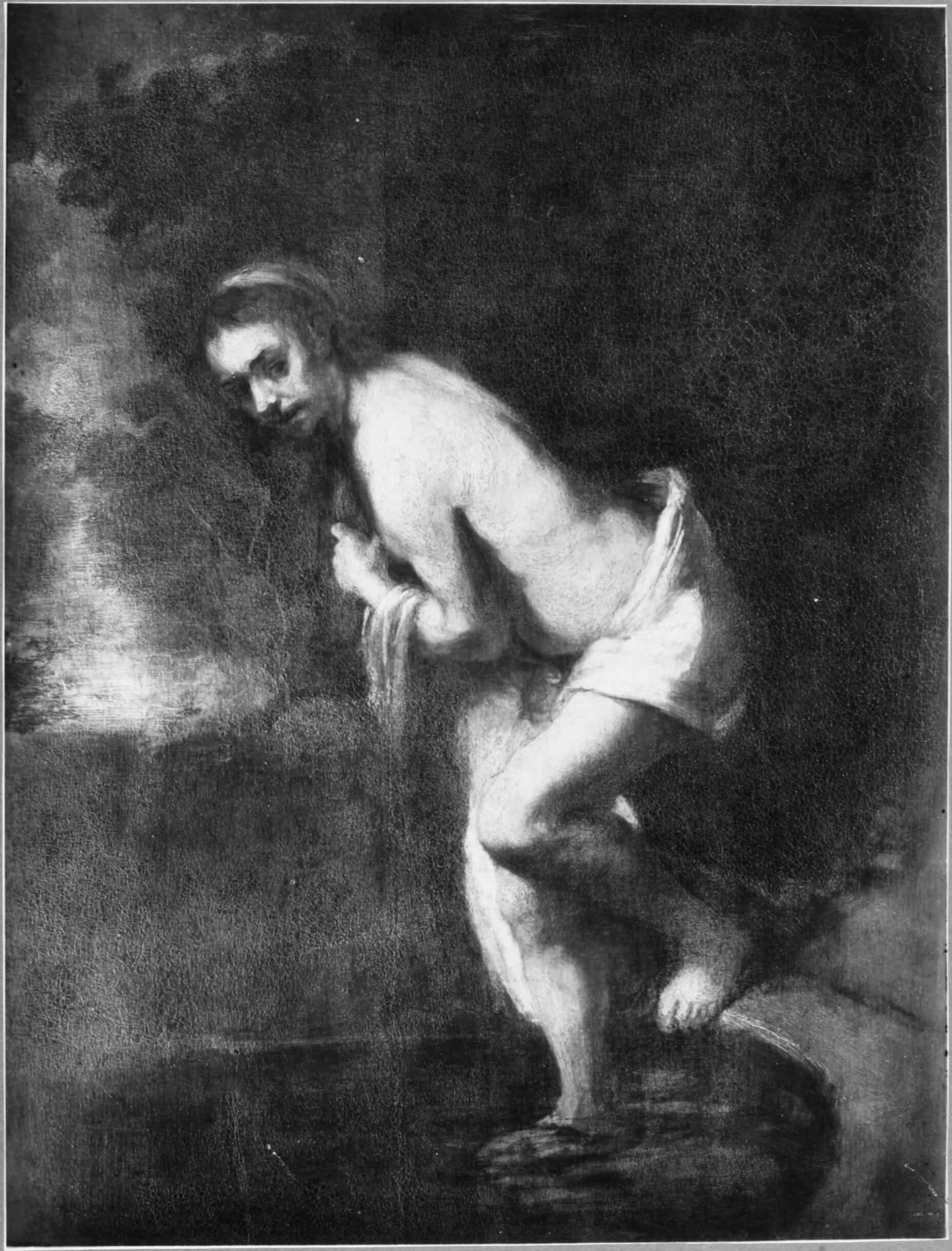
スザンナの全身の油彩習作 1645年-1650年頃 ルーヴル美術館所蔵
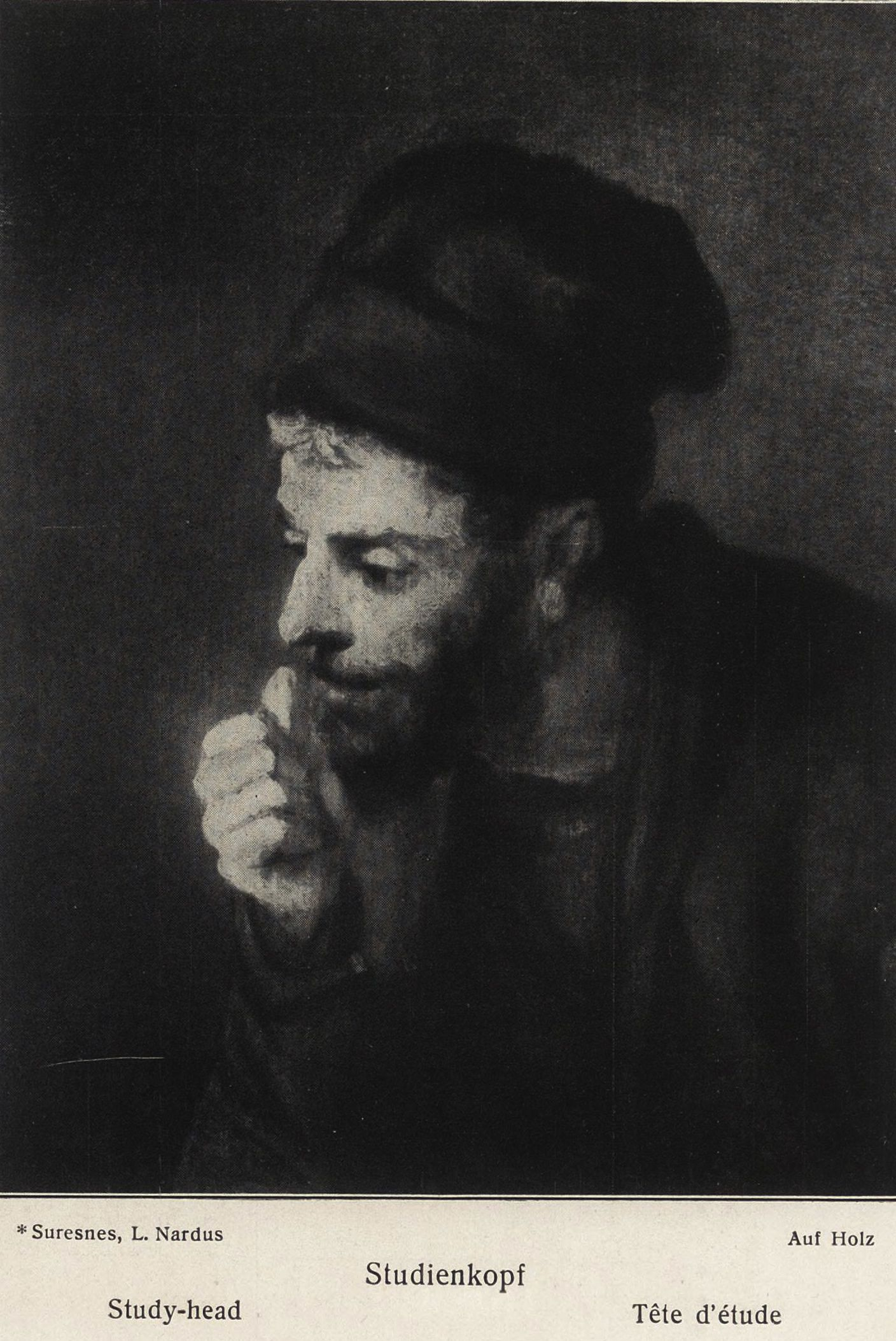
老裁判官の上半身の油彩習作 個人蔵
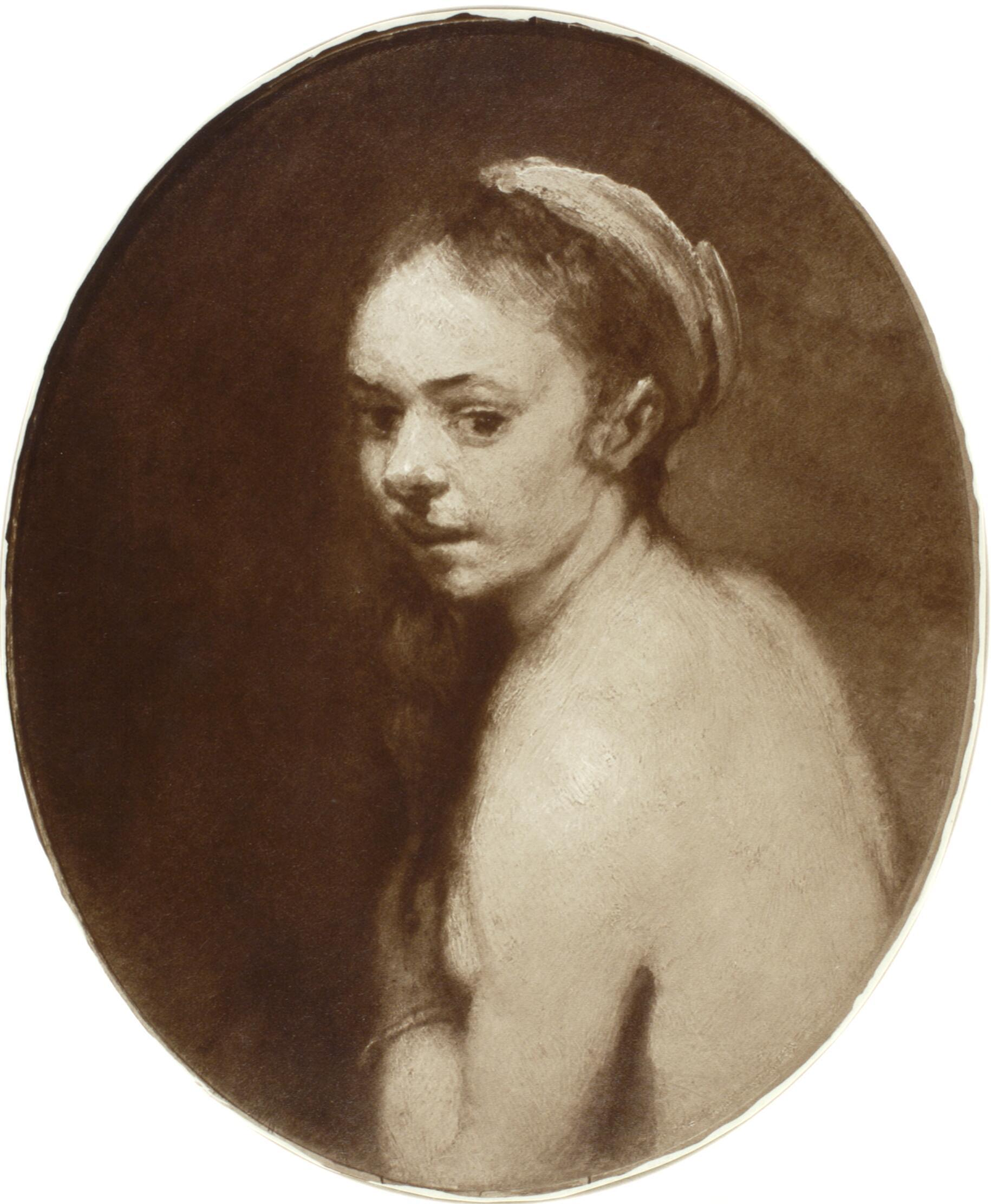
スザンナの上半身の油彩習作 1647年頃 ボナ美術館所蔵
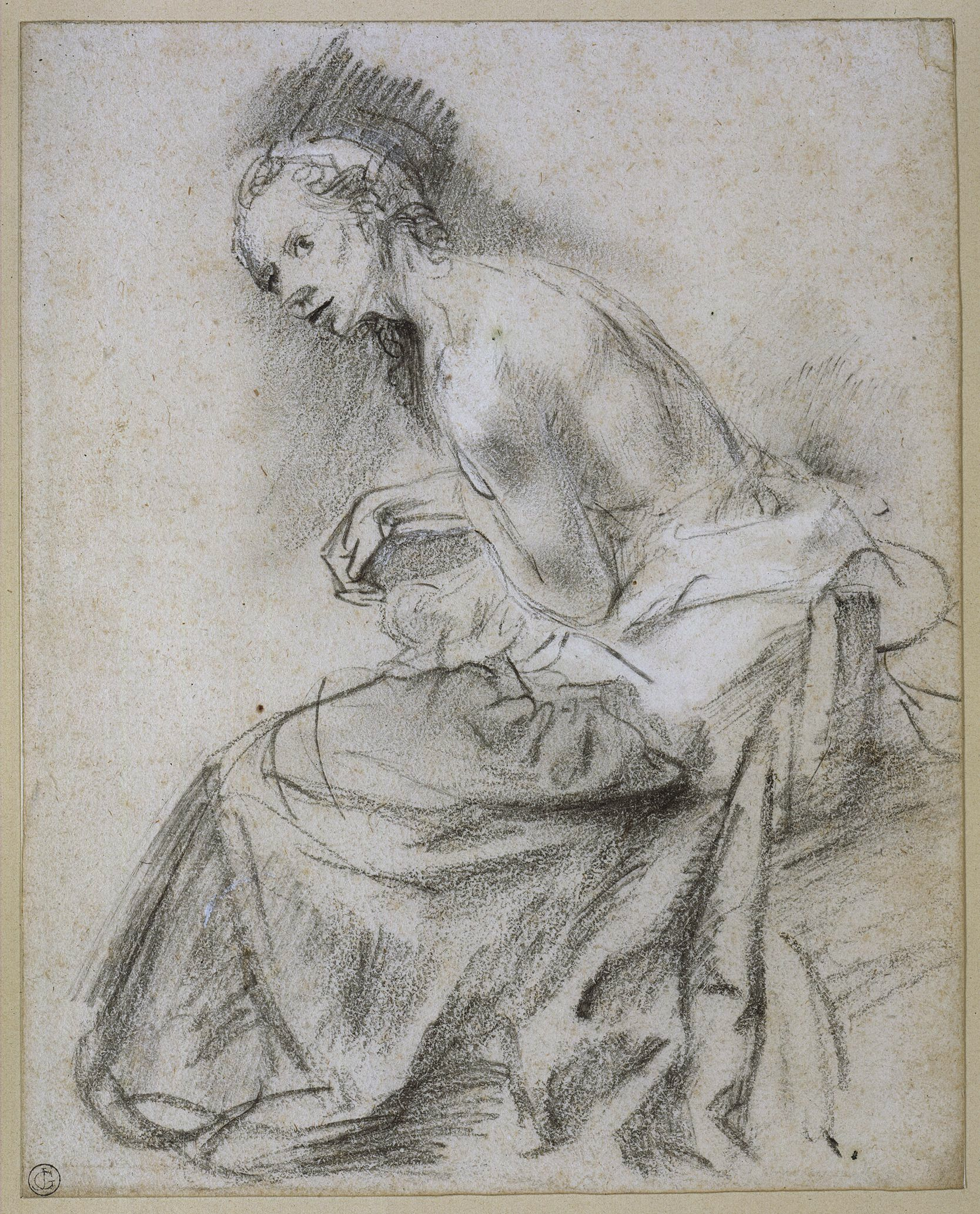
スザンナに関する素描 1647年頃 ベルリン国立版画素描館（英語版）所蔵

他のバージョン

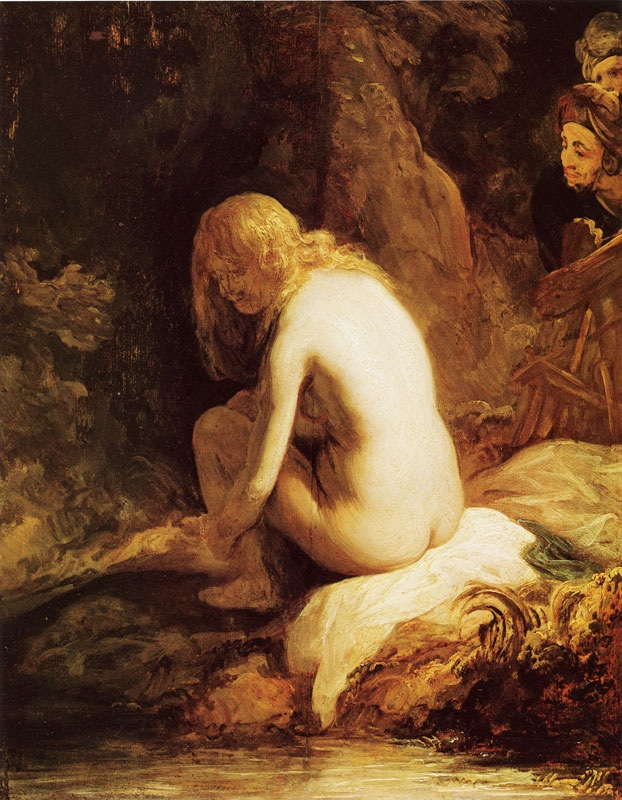
『スザンナと長老たち』1636年-1646年 絵画館所蔵
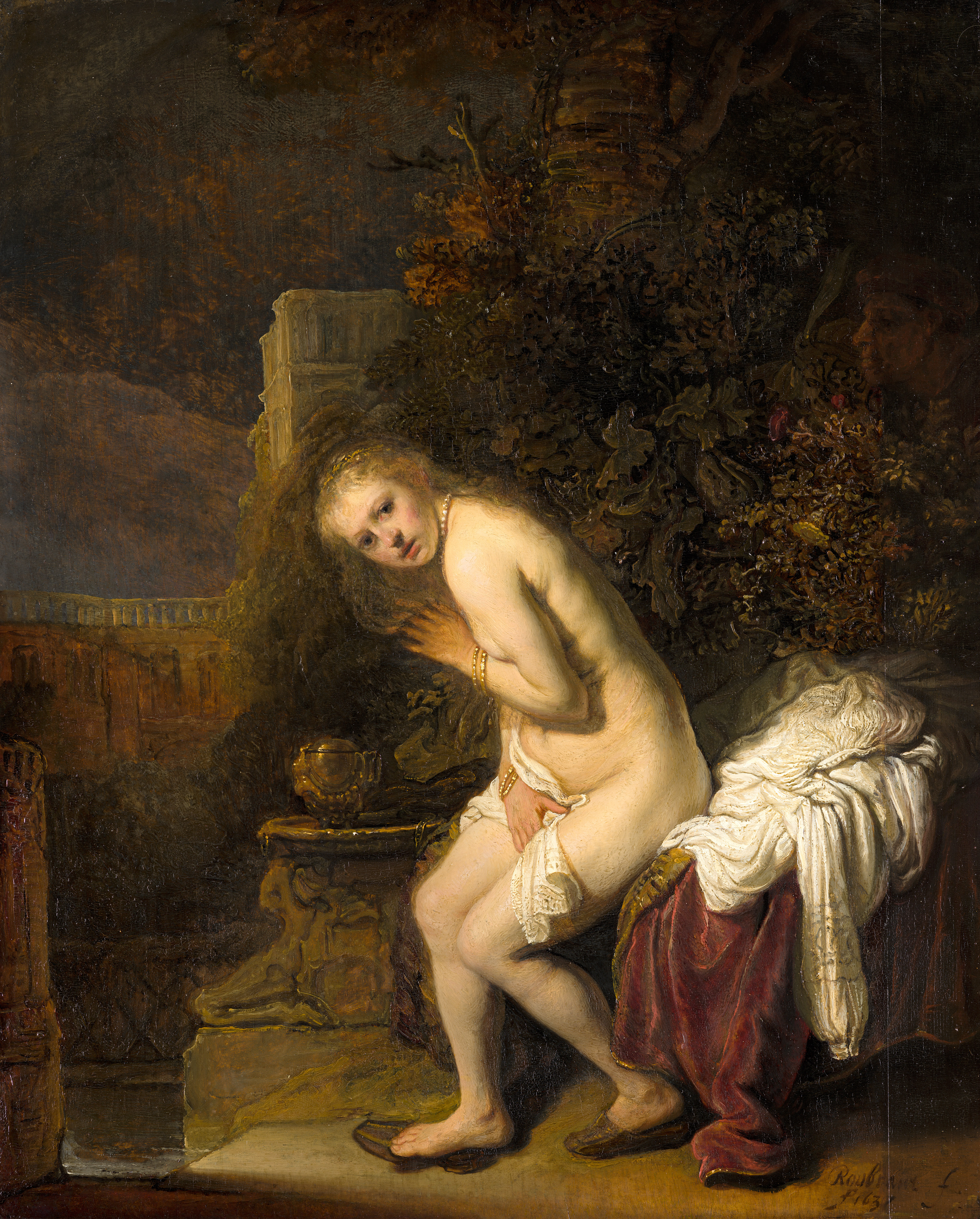
『スザンナ』1636年 マウリッツハイス美術館所蔵